# Euryapsida
Euryapside
Ce taxon est aujourd'hui obsolète.
Super-ordre
Les Euryapsida (Euryapsides en français) sont un super-ordre obsolète qui regroupait les sauropsides dont le crâne possède une seule fosse temporale.

## Systématique
Le super-ordre des Euryapsida est attribué, en 1945, au paléontologue américain Edwin Harris Colbert (1905-2001).

## Description

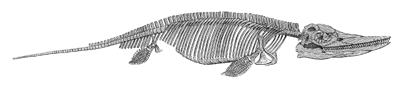
Ichthyosaure.

Ce groupe a été différencié des synapsidiens car leur fosse ne se trouve pas au même endroit. Cette ouverture est bordée par les os postorbital, squamosal et pariétal.
Aujourd'hui on pense que ce groupe n'est qu'un cas particulier de diapsidiens pour lequel la seconde fosse temporale s'est bouchée. C'était le cas des Plésiosauriens et des Ichtyosauriens.